# Вэйбинь (Баоцзи)
Вэйби́нь (кит. упр. 渭滨, пиньинь Wèibīn) — район городского подчинения городского округа Баоцзи провинции Шэньси (КНР). Район назван по существовавшему здесь посёлку.

## История
Начиная со времён царства Цинь эти места входили в состав уезда Чэньцан (陈仓县). При империи Тан в 758 году уезд Чэньцан был переименован в Баоцзи (宝鸡县).
Во время гражданской войны эти места были заняты войсками коммунистов в июле 1949 года, и властями коммунистов урбанизированная часть уезда Баоцзи была выделена в город Баоцзи; местность в районе посёлка Вэйбинь стала районом Вэйбинь. В июне 1950 года районам вместо названий были даны номера, и район Вэйбинь стал районом № 3, а в сентябре 1951 года был переименован в район № 4. В июле 1955 года районы вместо номеров вновь получили названия, и район № 4 опять стал районом Вэйбинь. В октябре 1958 года районы были переименованы в коммуны. В январе 1959 года коммуны Вэйбинь, Доуцзи, Цинцзян и Цзиньтай были объединены в коммуну Цзиньтай. В октябре 1961 года коммуна Цзиньтай была расформирована, и район Вэйбинь появился вновь. В 1971 году к району Вэйбинь были присоединены район Цинцзян(清姜区) и часть расформированного Пригородного района (郊区).
В 1980 году были расформированы округ Баоцзи и город Баоцзи, и создан Городской округ Баоцзи.

## Административное деление
Район делится на 5 уличных комитетов и 5 посёлков.